# Giovanni Campus
Giovanni Campus (Cervia, 30 maggio 1930 – Roma, 24 gennaio 2019) è stato un poeta italiano.

## Biografia
Cresciuto in Sardegna, dopo la laurea in lettere classiche all'Università di Cagliari iniziò a scrivere per il quotidiano La Nuova Sardegna, occupandosi in particolare di critica cinematografica, spesso firmandosi con la sigla "Gic". Si trasferì poi in Italia continentale per insegnare per decenni nei licei di varie città italiane, stabilendosi infine a Roma da metà degli anni sessanta.
Scrisse per alcune riviste culturali dell'epoca, come le romane “Il Punto” e “Tempo Presente” (diretta da Nicola Chiaromonte), le milanesi “Studium” e “Cinema nuovo”, la siciliana “Galleria” e la sarda “Ichnusa”. Qui pubblicò anche le sue prime poesie, confluite poi in "Salmo notturno", la prima delle sue sei raccolte di versi, che uscì nel 1983 per Laterza, con prefazione di Giuseppe Petronio, ed entrò nella terna finale del Premio Viareggio.
La raccolta successiva, “Mediterranee”, nel 2004 vince il Premio Dessì. Seguiranno le raccolte “Quotidiane” (2007), “Poeti in assemblea” (2010), “Astronomica” (2013) e “Prologo” (2018), tutte per l’editrice sarda Edes. Alcune sue poesie sono entrate a far parte delle antologie scolastiche; altre sono state tradotte in inglese e pubblicate negli Stati Uniti. Lascia inoltre un romanzo, ancora inedito, completato appena prima della morte.
Le sue liriche affrontano temi universali, tra cui la morte, la fede, la storia. Di lui ha scritto tra gli altri il poeta Mario Luzi, lodando “la compattezza del suo alto-antico stile (…), da accogliere, per così dire, frontalmente. Non sarà comodo, ma credo che finiranno per farlo, tanta è la coerenza e la continuità del suo tono di voce”.
Tra gli studiosi dantisti Campus è ricordato inoltre come "eccezionale lettore di Dante".

## Opere
- Salmo notturno (Laterza, 1983) ISBN 8842022764.
- Mediterranee (Edes, 2003) ISBN 8886002629.
- Quotidiane (Edes, 2007) ISBN 8860250757.
- Poeti in assemblea (Edes, 2010) ISBN 9788860251527.
- Astronomica (Edes, 2013) ISBN 8860252881.
- Prologo (Edes, 2018) ISBN 8860254493.

## Onorificenze
- Commendatore della Repubblica (2014)[16]